# Hortusbrug
De Hortusbrug (brug nr. 239) is een basculebrug in Amsterdam-Centrum

## Hortusbrug (brug 239)
Ze overspant de Nieuwe Herengracht en verbindt zo de Muiderstraat met de Plantage Middenlaan. Ten westen van de brug ligt de Portugese Synagoge van Amsterdam, ten oosten het Wertheimpark. Aan de zuidkant ligt Hortus Botanicus Amsterdam, naamgever van de brug. De brug wordt omringd door rijksmonumenten, behalve aan de oostzijde van Muiderstraat, waarbij in de tweede helft van de 20e eeuw nieuwbouw is gepleegd.
Er ligt hier al eeuwen een brug. Zowel stadsarchitect Daniel Stalpaert als Frederik de Wit tekenden hier een brug op hun plattegronden uit 1662 en 1688, al is hier dan nog maar een enkel gebouw te vinden met daarbij al de Portugese synagoge. De knik is de toekomstige Plantage Middenlaan, op de laatste kaart al te zien net als de Hortus Botanicus. De te overspannen gracht heet dan nog Heere Graft. Gerrit de Broen tekende op zijn kaart uit 1737 een welfbrug met drie doorvaarten. 
De moderne geschiedenis begint in 1876. Door de vaarroute tussen de Amstel en het IJ via de Nieuwe Herengracht moest de toen hier liggende welfbrug met vijf doorvaarten wijken. Er kwam een relatief smalle ongelijkarmige draaibrug (draaipunt niet in het midden) met aan de noordwestkant een zogenaamde aanbrug. De bovenbouw werd rond 1882 vervangen met het oog op toenemend verkeer en ook de komst van de paardentram, die echter pas rond 1892 de verbinding ging verzorgen tussen het Centraal Station Amsterdam en de Weesperzijde. De brug had sierlijke lantaarns, die moesten in 1904 wijken voor portalen voor de bedrading van de elektrische tram. Deze brug functioneerde tot 3 november 1958. Ze werd inclusief paalfundering vervangen, maar de bovenbouw van de brug ging nog niet verloren, ze werd hergebruikt bij brug 345. De vervanging bestond uit een betonnen basculebrug naar een ontwerp van Dirk Sterenberg van de Dienst der Publieke Werken en kwam ingebruik op 26 november 1960. Tot die tijd was de brug gestremd en reed ook tram 9 tijdelijk om via de Utrechtsestraat.. De brug zou later model staan voor de Kortjewantsbrug en Kattenburgerbrug van Dick Slebos (zijn baas en collega). Er moest bij de Muiderstraat een brede brug komen voor het verkeer naar en van de IJtunnel. De brug heeft dan twee doorvaarten (een vaste brug en de basculebrug) waartussen rondeelachtige pijlers versierd met basaltblokken. Aan de zuidoostkant is dan nog een kubustisch brugwachtershuisje te vinden in de stijl van Le Corbusier. Speciale aandacht gaat uit naar de stalen bewerkte blauwe balustrades naar een ontwerp van Herman van der Heide, zowel Sterenberg als Slebos gebruikten de kleur blauw veelvuldig bij hun balustrades. Bij de bouw van de brug zijn enkele trapwerken aanwezig, onder meer leidend naar de naast de brug liggende schuilkelders.
Tramlijn 14 rijdt over de brug.

## Brug 239P
Amsterdam kent ook een brug met nummer 239P, de P verwijst hierin naar beheer door de provincie. Het is brug over een duiker in het Middenmeerpad in de Watergraafsmeer. Het is een zeer klein bruggetje.

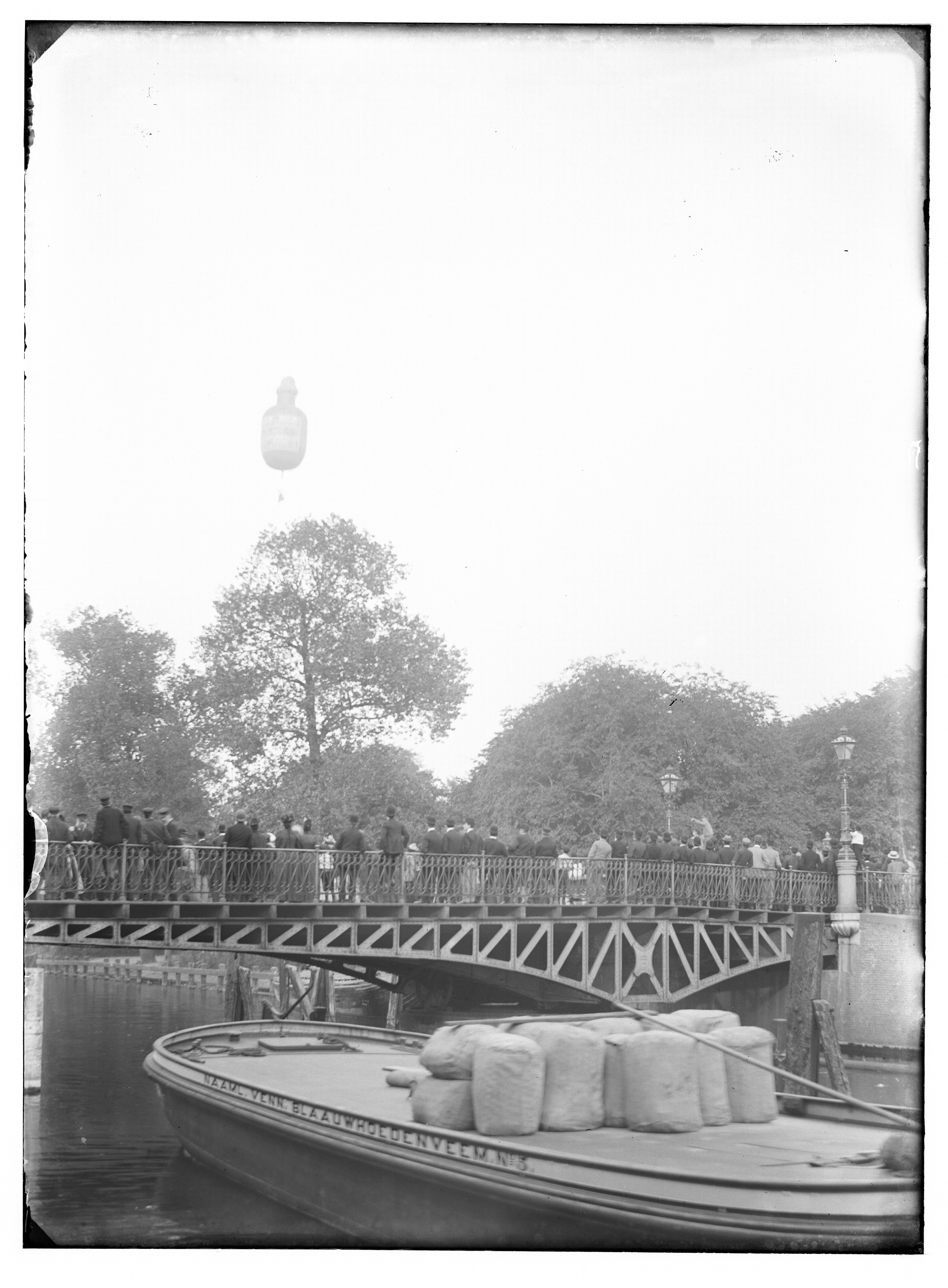
De draaibrug gefotografeerd door Jacob Olie in 1893
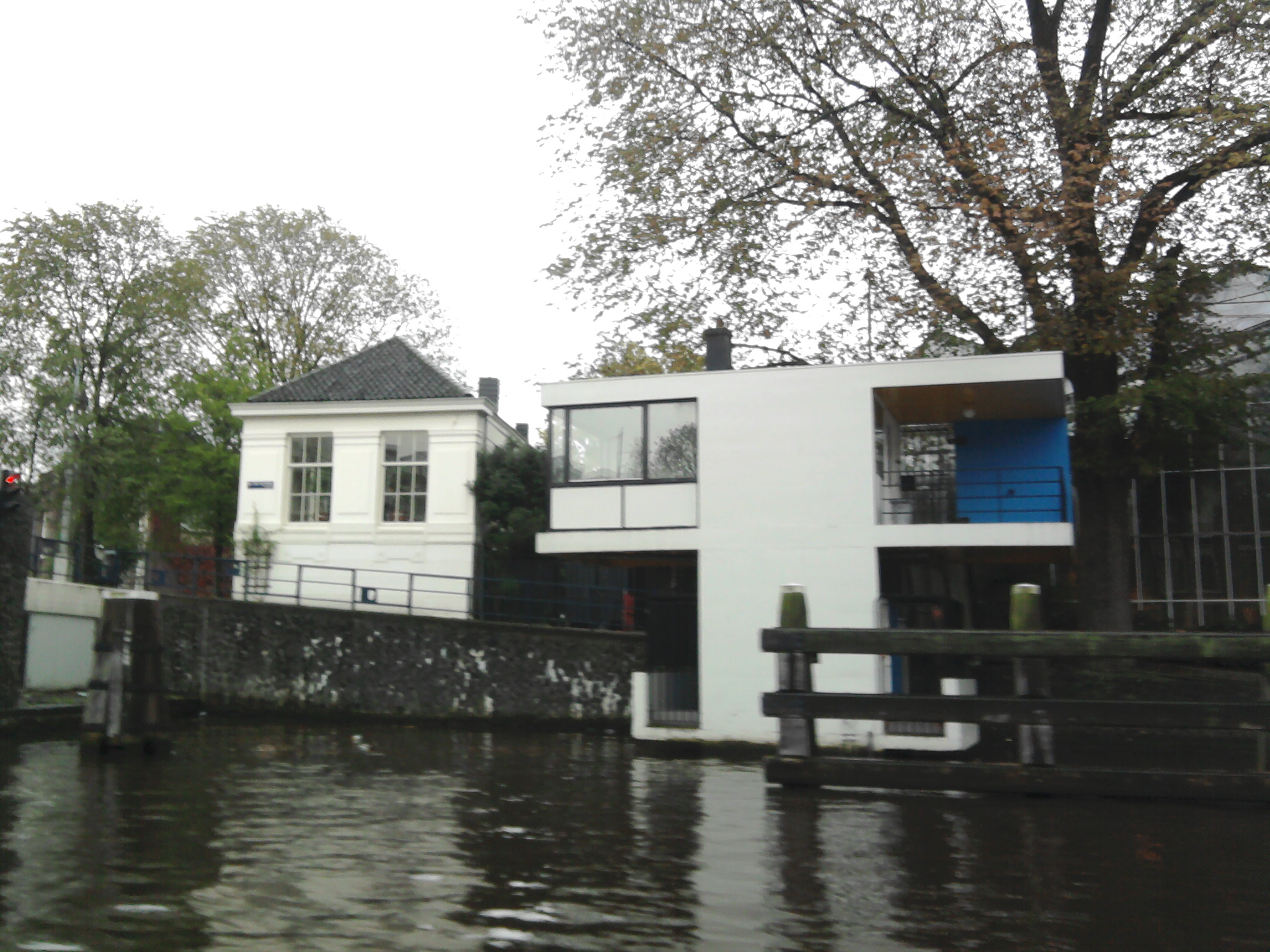
Brughuis (2011)
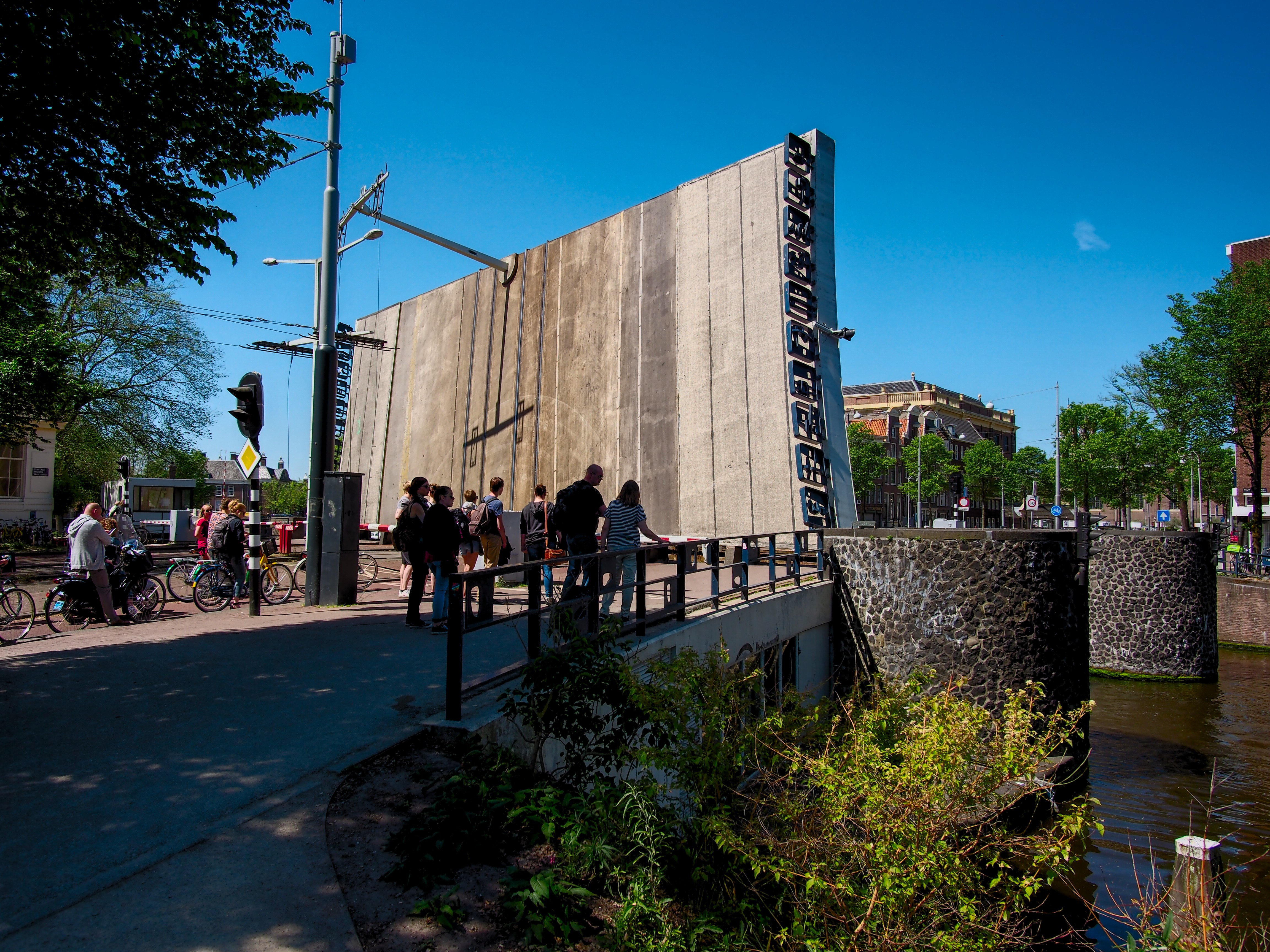
Hortusbrug (2017) met basaltbrokken en ijzeren balustrades
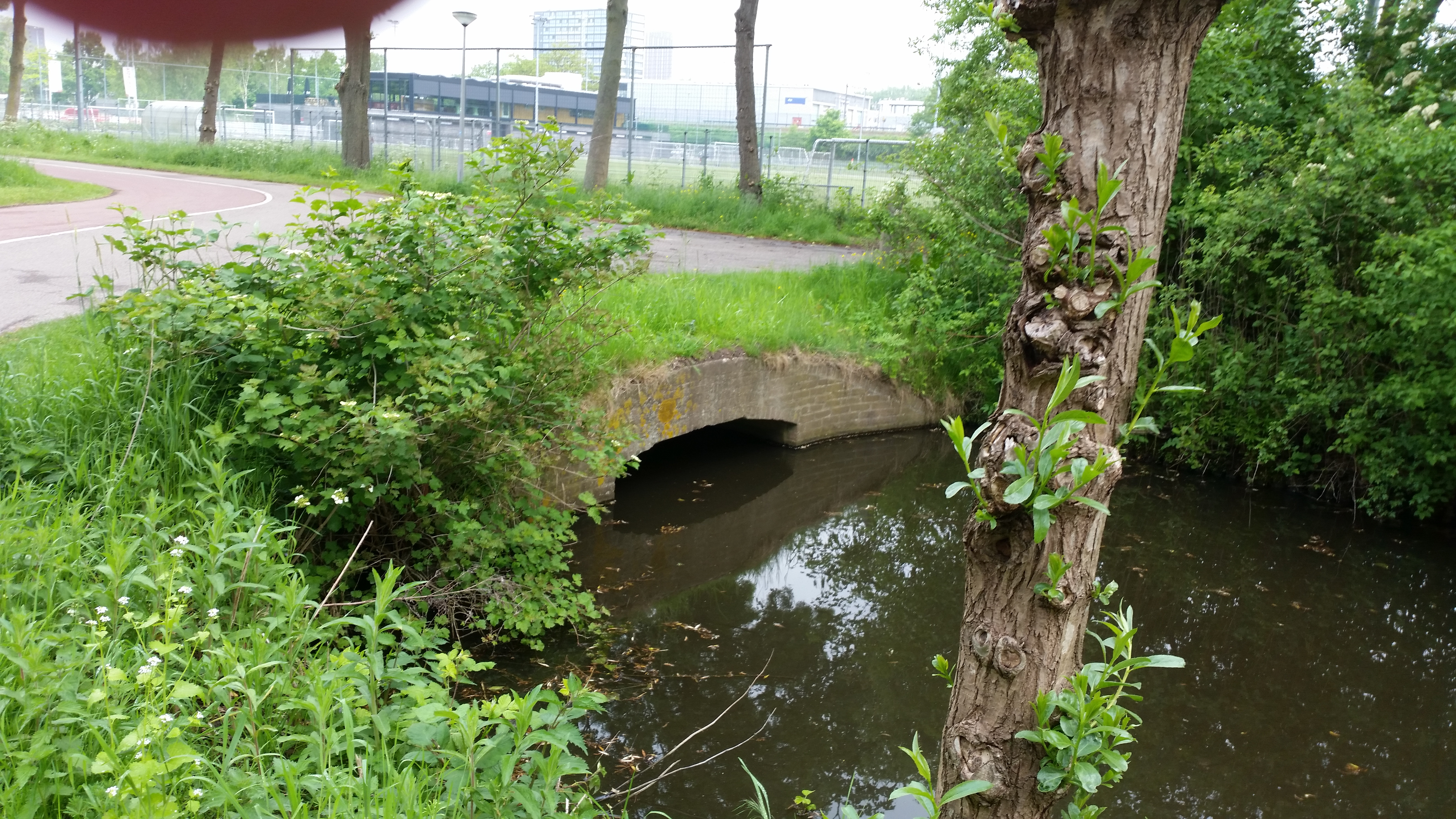
Brug 239P (mei 2018)

<<< · 200 · 201 · 202 · 203 · 204 · 205 · 206 · 207 · 208 · 209 ·  210 · 211 · 212 · 213 · 214 · 215 · 216 · 217 · 218 · 220 · 221 · 222 · 223 · 224 · 225 · 226 · 227 · 228 · 228P · 229 · 230 · 231 · 232 · 233 · 234 · 235 · 236 · 237 · 238 · 239 ·  240 · 241 · 242 · 243 · 244 · 245 · 246 · 247 · 248 · 249 ·  250 · 251 · 252 · 253 · 254 · 255 · 256 · 257 · 258 · 259 · 260 · 261 · 262 · 263 · 264 · 265 · 266 · 267 · 270 · 271 · 272 · 273 · 274 · 275 · 277 · 278 · 279 · 280 · 281 · 283 · 285 · 286 · 287 · 288 · 289 · 290 · 291 · 292 · 293 · 295 · 296 · 297 · 298 · 299 · >>>
Brugnummers 219, 268, 269, 276, 282, 284, 294 zijn niet (meer) in omloop.